# Mitrastemon
Mitrastemon es un género de planta parásita perteneciente a la familia Mitrastemonaceae. Es un género de dos especies ampliamente disjuntas de plantas parásitas. Es el único género de la familia Mitrastemonaceae. Las especies de Mitrastemon son endoparásitas de raíces de especies de la familia Fagaceae.

## Taxonomía
La colocación taxonómica de Mitrastemon estuvo segura durante un largo tiempo. Originalmente se colocaba dentro del orden Rafflesiales, junto con otras plantas parásitas, pero este orden es en realidad polifilético. En 2004, el género se ha encontrado que estaba relacionado con las Ericales mediante la comparación de su ADN mitocondrial.
Varias variantes ortográficas existen del nombre Mitrastemon, incluyendo Mitrastema y Mitrastemma. El nombre taxonómico correcto es Mitrastemon, cuyo uso fue propuesto y justificado en un artículo de Reveal y aprobado por el Comité de Nomenclatura de las Plantas Vasculares en un artículo posterior.
Mitrastemon fue descrito por Tomitarō Makino y publicado en Botanical Magazine 23: 326, en el año 1909. La especie tipo es: Mitrastemon yamamotoi Makino. 

## Especies
- Mitrastemon matudae Yamam.	de Centroamérica.
- Mitrastemon yamamotoi Makino del sudeste de Asia y Japón.